# Katolickie Stowarzyszenie Wychowawców
Katolickie Stowarzyszenie Wychowawców (KSW) – polskie stowarzyszenie o ogólnokrajowym zasięgu działania zrzeszające wychowawców polskich. 
Katolickie Stowarzyszenie Wychowawców zostało zarejestrowane 20 września 1989. Jest wspólnotą osób uznających problemy wychowania i kształcenia młodego pokolenia za przedmiot szczególnego zainteresowania i troski. Skupia w swoim gronie nauczycieli, wychowawców, rodziców, katechetów i duszpasterzy.
W roku 2004 powołano do życia Klub Seniora przy Katolickim Stowarzyszeniu Wychowawców Oddział Wrocław.